# Roberto M. Dupeyron
Roberto Manuel Dupeyron (Buenos Aires, 19 de junio de 1897 - 17 de julio de 1980) fue un ingeniero argentino que ejerció como ministro de Obras Públicas de su país durante la presidencia de Juan Domingo Perón.

## Trayectoria
Fue profesor de Matemáticas y Tecnología en algunas escuelas industriales y de Topografía en la Facultad de Ingeniería de la Universidad de Buenos Aires. También fue profesor en la Escuela Técnica del Ejército y asesor técnico del Instituto Geográfico Militar.
Durante la presidencia de Perón fue subdirector de Asuntos Técnicos del Estado y luego director del Servicio Geográfico Nacional, dependiente del Ministerio de Asuntos Técnicos. Más tarde fue director de Obras Públicas de la Municipalidad de la Ciudad de Buenos Aires. En 1955 fue vicepresidente 2° de la Fundación Eva Perón.
En 1952, al asumir su segunda presidencia el general Perón, fue nombrado ministro de Obras Públicas de la Nación, cargo que ejerció hasta el derrocamiento del líder peronista.

## Obra escrita
- Historia de la Cartografía Argentina (en colaboración)
- La Carta Geográfica del país
- El Observatorio Meteorológico del Cristo Redentor
- El planetario Zeiss en el aspecto cultural